# Championnat d'Espagne de football 1971-1972
Navigation
Championnat d'Espagne 1970-71 Championnat d'Espagne 1972-73
Le championnat d'Espagne de football 1970-1971 est la 41e édition du championnat. Elle est remportée par le Real Madrid. Organisée par la Fédération espagnole de football, elle se dispute du 4 septembre 1971 au 15 mai 1972.
Le club madrilène l'emporte avec deux points d'avance sur le deuxième, le Valence CF, et quatre points sur le troisième, le CF Barcelone. C'est le quinzième titre des « Merengues » en championnat, le troisième de suite.
Le système de promotion/relégation est modifié : il y a descente et montée automatique pour les trois derniers de division 1 et les trois premiers de division 2, les barrages de promotion sont supprimés. En fin de saison, le Séville FC, le Córdoba CF et le CE Sabadell, sont relégués en deuxième division. Ils sont remplacés la saison suivante par le Real Oviedo, le CD Castellón et le Real Saragosse.
L'Espagnol Enrique Porta, du Grenade CF, termine meilleur buteur du championnat avec 20 réalisations.

## Règlement de la compétition
Le championnat de Primera División est organisé par la Fédération espagnole de football, il se déroule du 4 septembre 1971 au 15 mai 1972.
Il se dispute en une poule unique de 18 équipes qui s'affrontent à deux reprises, une fois à domicile et une fois à l'extérieur. L'ordre des matchs est déterminé par un tirage au sort avant le début de la compétition.
Le classement final est établi en fonction des points gagnés par chaque équipe lors de chaque rencontre : deux points pour une victoire, un pour un match nul et aucun en cas de défaite. En cas d'égalité de points entre deux ou plusieurs de clubs en fin de championnat, le classement se fait à la différence de buts particulière puis générale si nécessaire. L'équipe possédant le plus de points à la fin de la compétition est proclamée championne. En fin de saison, les trois derniers du championnat sont relégués en Segunda División et remplacés par les trois premiers de ce championnat.

## Équipes participantes
Cette saison de championnat est la première à se disputer à 18 équipes. Le Burgos CF fait ses débuts en première division.
| \| A. Bilbao Atlético Madrid CF Barcelone Real Madrid Valence CF UD Las Palmas CE Sabadell Real Sociedad Grenade CF Séville CF Celta Vigo Espanyol CD Málaga Real Gijón D. La Corogne Córdoba CF Betis Balompié Burgos CF \| Localisation des clubs engagés dans le championnat. |
| A. Bilbao Atlético Madrid CF Barcelone Real Madrid Valence CF UD Las Palmas CE Sabadell Real Sociedad Grenade CF Séville CF Celta Vigo Espanyol CD Málaga Real Gijón D. La Corogne Córdoba CF Betis Balompié Burgos CF                                                           |

| Clubs                  | Ville                      | Stade                 |
| ---------------------- | -------------------------- | --------------------- |
| Atlético Bilbao        | Bilbao                     | San Mamés             |
| Atlético Madrid        | Madrid                     | Manzanares            |
| CF Barcelone           | Barcelone                  | Camp Nou              |
| Betis Balompié         | Séville                    | Benito Villamarín     |
| Burgos CF              | Burgos                     | El Plantío            |
| Celta Vigo             | Vigo                       | Balaidos              |
| Córdoba CF             | Cordoue                    | El Arcángel           |
| Deportivo La Corogne   | La Corogne                 | Riazor                |
| Espanyol Barcelone     | Barcelone                  | Sarriá                |
| Real Sporting de Gijón | Gijón                      | El Molinón            |
| Grenade CF             | Grenade                    | Los Cármenes          |
| UD Las Palmas          | Las Palmas de Gran Canaria | Insular               |
| Real Madrid            | Madrid                     | Santiago Bernabéu     |
| CD Málaga              | Malaga                     | La Rosaleda           |
| CE Sabadell            | Sabadell                   | Nova Creu Alta        |
| Séville CF             | Séville                    | Ramón Sánchez-Pizjuán |
| Real Sociedad          | Saint-Sébastien            | Atocha                |
| Valence CF             | Valence                    | Mestalla              |

## Classement
| Rang | Équipe                 | Pts | J  | G  | N  | P  | Bp | Bc | Diff |
| ---- | ---------------------- | --- | -- | -- | -- | -- | -- | -- | ---- |
| 1    | Real Madrid            | 47  | 34 | 19 | 9  | 6  | 51 | 27 | +24  |
| 2    | Valence CF T           | 45  | 34 | 19 | 7  | 8  | 53 | 30 | +23  |
| 3    | CF Barcelone           | 43  | 34 | 17 | 9  | 8  | 40 | 26 | +14  |
| 4    | Atlético Madrid C      | 39  | 34 | 14 | 11 | 9  | 45 | 28 | +17  |
| 5    | UD Las Palmas          | 38  | 34 | 15 | 8  | 11 | 40 | 36 | +4   |
| 6    | Grenade CF             | 36  | 34 | 14 | 8  | 12 | 40 | 34 | +6   |
| 7    | CD Málaga              | 35  | 34 | 9  | 17 | 8  | 27 | 31 | -4   |
| 8    | Real Sociedad          | 34  | 34 | 14 | 6  | 14 | 38 | 36 | +2   |
| 9    | Atlético Bilbao        | 34  | 34 | 15 | 4  | 15 | 39 | 32 | +7   |
| 10   | Celta Vigo             | 33  | 34 | 10 | 13 | 11 | 37 | 42 | -5   |
| 11   | Real Gijón             | 32  | 34 | 12 | 8  | 14 | 41 | 37 | +4   |
| 12   | Espanyol Barcelone     | 32  | 34 | 12 | 8  | 14 | 43 | 43 | 0    |
| 13   | Real Betis Balompié P  | 30  | 34 | 10 | 10 | 14 | 25 | 45 | -20  |
| 14   | Deportivo La Corogne P | 30  | 34 | 11 | 8  | 15 | 28 | 38 | -10  |
| 15   | Burgos CF P            | 29  | 34 | 11 | 7  | 16 | 34 | 42 | -8   |
| 16   | Séville CF             | 27  | 34 | 9  | 9  | 16 | 35 | 45 | -10  |
| 17   | Córdoba CF P           | 25  | 34 | 6  | 13 | 15 | 32 | 51 | -19  |
| 18   | CE Sabadell            | 23  | 34 | 7  | 9  | 18 | 27 | 52 | -25  |

- Champion, qualification pour la Coupe des clubs champions 1972-1973 en tant que champion
- Qualification pour la Coupe des vainqueurs de coupe de football 1972-1973 en tant que vainqueur de la Coupe d'Espagne
- Qualification pour la Coupe UEFA 1972-1973
- Relégation en Segunda División

## Bilan de la saison
| Championnat d'Espagne de football 1971-1972 |                         |
| Champion                                    | Real Madrid (15e titre) |
| Dauphin                                     | Valence CF              |
| Coupes et trophées                          |                         |
| Vainqueur de la Coupe d'Espagne 1971-1972   | Atlético Madrid         |
| Promotions et relégations                   |                         |
| Promus en Primera División                  | Real Oviedo             |
| Promus en Primera División                  | CD Castellón            |
| Promus en Primera División                  | Real Saragosse          |
| Relégués en Segunda División                | Séville FC              |
| Relégués en Segunda División                | Córdoba CF              |
| Relégués en Segunda División                | CE Sabadell             |